# Ludim
Ludim (em hebraico: לודים) é o termo hebraico para se referir à Lídia, utilizado nos livros bíblicos de Jeremias e Ezequiel. Na Tábua das Nações da Bíblia hebraica são mencionados como descendentes de Lud, filho de Sem e neto de Noé (Gênesis 10:13). De acordo com o historiador judeu-romano Flávio Josefo, sua terra teria sido destruída.
Lud gerou aos ludeus, como diz a bíblia em 1 Crônicas 1:11, referindo-se aos descendentes de Mizraim. Assim como seus irmãos, Anamim, Leabim e Naftuim geraram aos anameus, leabeus e naftueus; Ludim gerou aos ludeus. Pouco se sabe destes lídios semíticos, mas poderão provavelmente ser identificados com Lubdi, que é mencionado em antigos registos cuneiformes como sendo uma região que se situava entre os rios Tigre e Eufrates.
Há quem situe, seguindo teorias diferentes, a Ludim camita no norte de África, e coloque a Lude semítica na Ásia Menor.